# Đâng
Đâng, Đước vòi, Đước chằng (danh pháp khoa học:Rhizophora stylosa) là một loài thực vật có hoa trong họ Rhizophoraceae. Loài này được Griff. miêu tả khoa học đầu tiên năm 1854.

## Sử dụng
Gỗ thường được dùng làm củi, làm các dụng cụ sản xuất muối; chủ yếu trồng làm cây chắn sóng, bảo vệ đê do có hệ rễ chống phát triển. Có thể khai thác tanin để nhuộm lưới.